# Утіховичі
Утіхо́вичі — село в Україні, у Перемишлянській міській територіальній громаді Львівському районі Львівської області. Населення — 271 особа.

## Історія
Перша згадка про Утіховичі відноситься до 1447 р. Первісне значення означає «рід (або піддані) Утіха», тобто населений пункт, що заселяють «утіховичі». Не виключена думка, що в пізніші часи, найменовуючи цим іменем новонародженого, батьки, колись, могли вкладати в нього містичний зміст «утіха для сім'ї, для родини». Однак це могло мати місце вже у пізніший час, коли остаточно було втрачено дійсне значення
5 вересня 1945 року в селі Утіховичі в перестрілці з підрозділом НКВС загинули повстанці «Рух» та «Горіх».

## Географія
Через північну частину села тече річка Легіня, а на південно-східній околиці села бере початок річка Верхня Рудка.

## Церква
У селі є мурована Церква святого архістратига Михаїла, збудована у 1913 року, почергово використовують громади ПЦУ (Пемишлянський деканат, Львівська єпархія ПЦУ) та УГКЦ (Перемишлянський деканат, Стрийська єпархія УГКЦ). Церква внесена до реєстру пам'яток місцевого значення за охоронним номером 2906-М.

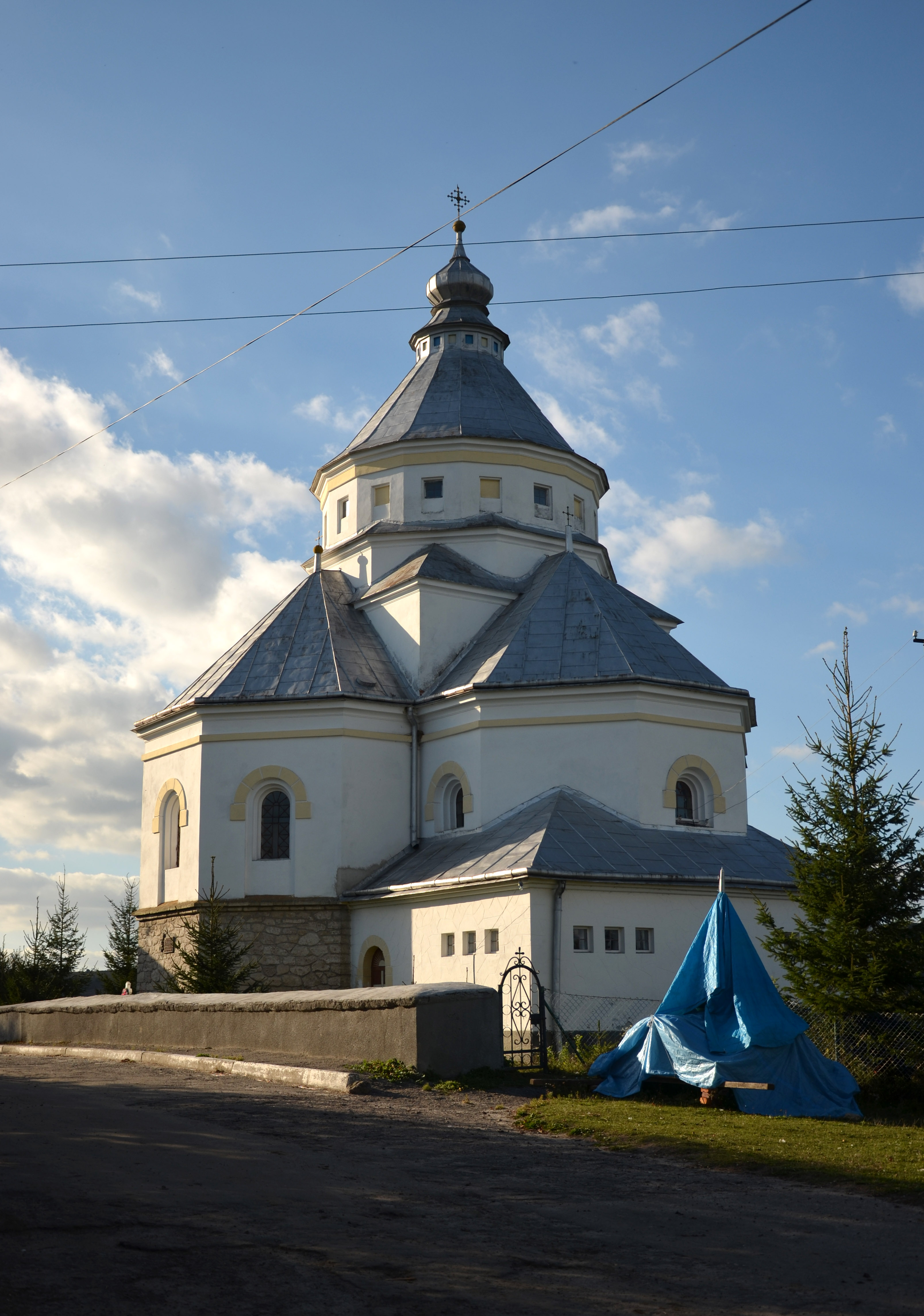
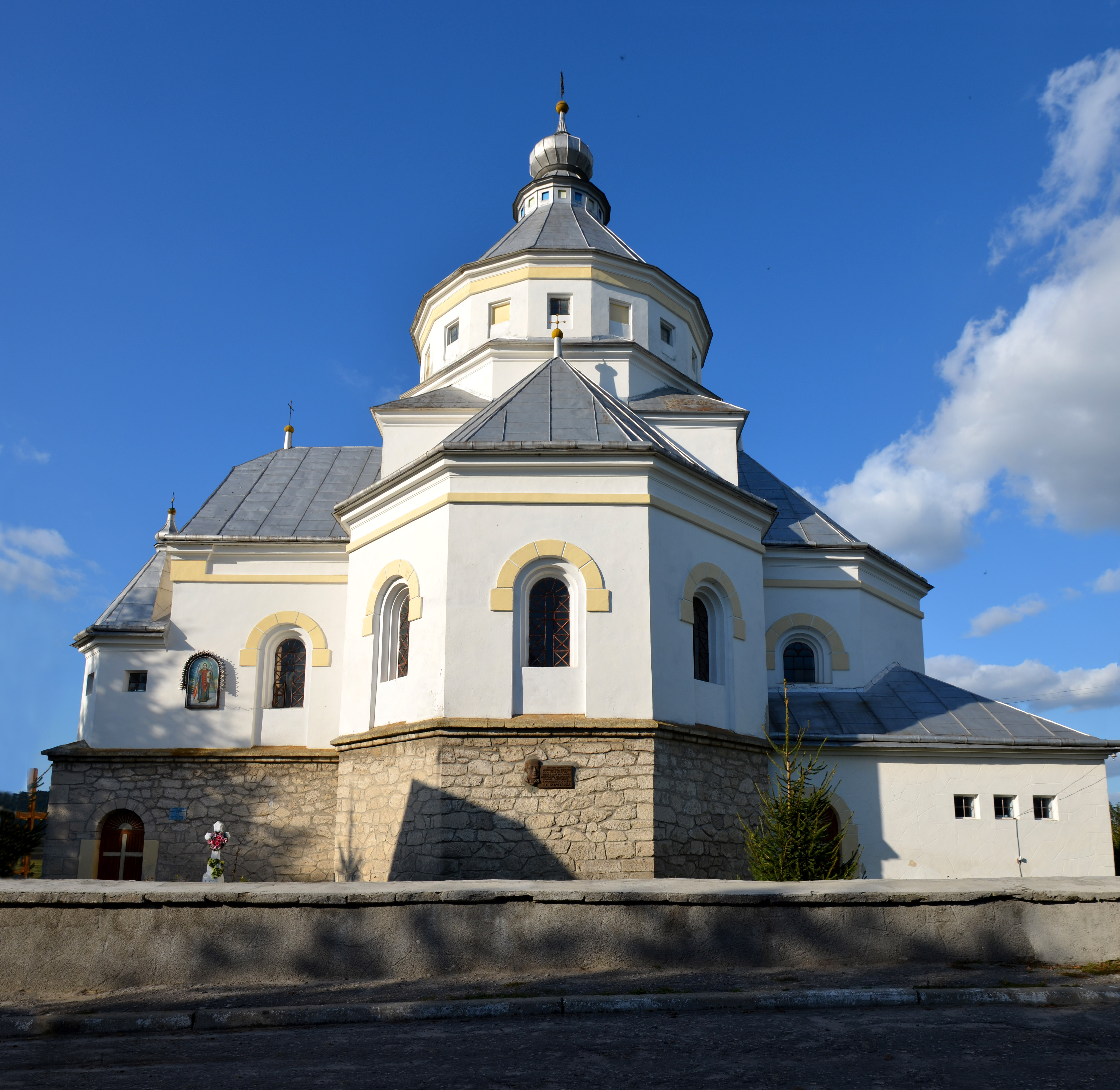

## Відомі люди
- о. Тимотей Бордуляк — священик УГКЦ, відомий український письменник, служив тут.[3]
- Пастернак Роман Михайлович (1928—2021) — учасник національно-визвольних змагань[4].